# Estação Sintagma

A estação Sintagma (em grego:  Σύνταγμα (Síntagma)) é uma estação do Metro de Atenas que serve a Praça Sintagma e locais próximos. Na estação cruzam-se a Linha 2 e a Linha 3.